# Back Chat
«Back Chat» (укр. «Зухвалі коментарі») — пісня британського рок-гурту «Queen», з їхнього альбому «Hot Space» 1982 року. Пісня, яку написав бас-гітарист Джон Дікон, вийшла як сингл 9 серпня 1982 року з композицією «Staying Power» на стороні «Б». «Back Chat» — трек, у якому найбільше відчувається вплив фанку серед пісень альбому «Hot Space». Дікон вибрав безкомпромісний варіант усунення будь-яких рок-елементів зі своїх пісень для «Hot Space». Цей «акт непокори» Дікона викликав тертя серед інших членів гурту, зокрема Браяна Мея, який боровся за збереження хоча б деякого відчуття року в його «фанкових відступах». Після палких дебатів гурт нарешті вирішив включити гітарне соло до «Back Chat». Сингл досяг 40-ї позиції у «UK Singles Chart», став хітом у Франції, посівши 3-тю позицію, і досяг 19-ї позиції в Ірландії.
Пісня виконувалася під час «Hot Space Tour» у швидшому темпі, з більш рок-орієнтованим аранжуванням. Назва «Back Chat», є англійською ідіомою, що посилається на «зухвалі коментарі, зроблені у відповідь». В огляді альбому виданням «Rolling Stone» критик Джон Мілворд описав музичний стиль пісні як: «гарячу рок-фанкову мелодію, зі слизькими, як крижаний танцмайданчик, гітарними треками».

## Слова
У пісні порушено тему цькування гурту «Queen» з боку музичних критиків та журналістів. У пісні є слова: «Зухвалі коментарі, Зухвалі коментарі — Критикуєте все, що бачите..., аналізуєте все, що я кажу... але завжди робите по-своєму!». Це явний натяк на те, що багато інтерв'ю членів гурту перекручувалися журналістами до невпізнання. Рядки: «Якщо я коли-небудь виграю цю битву, То останнє слово залишиться за мною» остаточно прояснюють зміст пісні.

## Музичне відео
Музичне відео до пісні зняв режисер Браян Грант. Знімання відбувалося у липні 1982 року. Для відео використовували синглову версію пісні, воно зроблене у форматі простого виконання пісні, декорації до нього зроблені в стилі «техно». На початку відео з'являється Фредді Мерк'юрі у ліфті, протягом усього кліпу він тільки співає, рухаючись і танцюючи під музику. За сюжетом відео Фредді в білому одязі воює зі своїм двійником — з тим Фредді Мерк'юрі, якому гомосексуальні плітки на його адресу замінили сьогодення. Лже-Фредді заганяє справжнього Фредді в клітку — і той, притулившись обличчям до ґрат, намагається звідти докричатися до людей. Відеоряд у відео остаточно переконує глядача в тому, що пісня має зовсім не «ліричний» сенс.
Мей грає не на своїй гітарі Red Special, а на Fender Telecaster. Кадри з кліпу використовували у відео до пісень «Radio Ga Ga» і «The Show Must Go On».

## Музиканти
- Фредді Мерк'юрі — головний вокал, бек-вокал;
- Браян Мей — електрогітара;
- Роджер Тейлор — електронні ударні, бек-вокал;
- Джон Дікон — бас-гітара, ритм-гітара, синтезатор, драм-машина.